# Carine Babina
Pour les articles homonymes, voir Babina.
Carine Babina est une joueuse congolaise de handball. Elle joue pour le club Mikishi Lubumbashi et est membre de l'équipe nationale de la RD Congo. Elle a participé au Championnat du monde féminin de handball 2015 au Danemark. 